# Amlan
Amlan (Ayucitan) ist eine philippinische Gemeinde in der Provinz Negros Oriental. Sie hat 23.624 Einwohner (Zensus 1. August 2015).

## Baranggays
Amlan ist politisch in acht Barangays unterteilt.
- Bio-os
- Jantianon
- Jugno
- Mag-abo
- Poblacion
- Silab
- Tambojangin
- Tandayag